# Borazano
Os borazanos ou boranos de amônia são, dentro da química inorgânica, compostos de boro e nitrogênio, com fórmula geral BH3NH3. As propriedades dos borazanos são análogas a dos alcanos.